# Флад, Дебби
Дебора Керсти «Дебби» Флад (англ. Deborah Kirsty "Debbie" Flood; род. 27 февраля 1980, Харрогит, Норт-Йоркшир) — британская гребчиха, выступавшая за сборную Великобритании по академической гребле в период 1998—2012 годов. Серебряная призёрка двух летних Олимпийских игр, трёхкратная чемпионка мира, победительница и призёрка многих регат национального значения.

## Биография
Дебби Флад родилась 27 февраля 1980 года в городе Харрогейт графства Норт-Йоркшир, Англия. В детстве серьёзно занималась дзюдо и лёгкой атлетикой, выступала среди юниоров на международном уровне, но затем перешла в академическую греблю.
Состояла в гребной команде во время обучения в Редингском университете, где получила степень в области физиологии и биохимии. Позже состояла в клубах Tideway Scullers School в Чизике и Leander Club в Хенли-он-Темс.
Впервые заявила о себе в гребле на международной арене в 1998 году, выиграв бронзовую медаль в парных двойках на юниорском мировом первенстве в Линце. Год спустя вошла в основной состав британской национальной сборной и дебютировала на Кубке мира.
В 2001 году в парных двойках одержала победу на этапе Кубка мира в Вене, тогда как на чемпионате мира в Люцерне стала седьмой в двойках и шестой в восьмёрках.
В 2002 году победила на двух этапах Кубка мира в зачёте парных двоек, финишировала четвёртой на мировом первенстве в Севилье.
На чемпионате мира 2003 года в Милане вновь была четвёртой.
Пересев в парную четвёрку, в 2004 году отправилась выступать на летних Олимпийских играх 2004 года в Афинах — совместно с такими гребчихами как Элисон Моубрей, Фрэнсис Хотон и Ребекка Ромеро пришла к финишу второй, уступив только экипажу из Германии, и тем самым завоевала серебряную олимпийскую медаль.
В 2005 году на чемпионате мира в Гифу показала пятый результат в парных двойках.
В 2006 году в четвёрках одержала победу на трёх этапах Кубка мира и получила золото на домашнем мировом первенстве в Итоне (изначально финишировала здесь второй, но после дисквалификации победившей команды России переместилась в первую строку).
В 2007 году в парных четвёрках победила на двух этапах Кубка мира, была лучшей на чемпионате мира в Мюнхене.
Благодаря череде удачных выступлений удостоилась права защищать честь страны на Олимпийских играх 2008 года в Пекине. В составе четырёхместного парного экипажа, куда также вошли гребчихи Аннабель Вернон, Фрэнсис Хотон и Кэтрин Грейнджер, финишировала в решающем финальном заезде второй позади команды из Китая — таким образом добавила в послужной список ещё одну серебряную олимпийскую награду.
После пекинской Олимпиады Флад осталась в составе гребной команды Великобритании на ещё один олимпийский цикл и продолжила принимать участие в крупнейших международных регатах. Так, в 2010 году на мировом первенстве в Карапиро она вновь победила в парных четвёрках, став таким образом трёхкратной чемпионкой мира по академической гребле.
На чемпионате мира 2011 года в Бледе в четвёрках сумела квалифицироваться лишь в утешительный финал B и расположилась в итоговом протоколе соревнований на седьмой строке.
Находясь в числе лидеров британской национальной сборной, благополучно прошла отбор на домашние Олимпийские игры 2012 года в Лондоне — на сей раз попасть в число призёров не смогла, заняла в парных четвёрках итоговое шестое место. Вскоре по окончании этого сезона приняла решение завершить спортивную карьеру.